# Verasper moseri
Verasper moseri är en fiskart som beskrevs av Jordan och Gilbert, 1898. Verasper moseri ingår i släktet Verasper och familjen flundrefiskar. Inga underarter finns listade i Catalogue of Life.